# Coplestone Bampfylde (3e baronnet)
Coplestone Warwick Bampfylde, 3e baronnet (c. 1689 - 7 octobre 1727) de Poltimore et North Molton, Devon, est un propriétaire terrien britannique et homme politique conservateur qui siège à la Chambre des communes de 1710 à 1727.

## Biographie

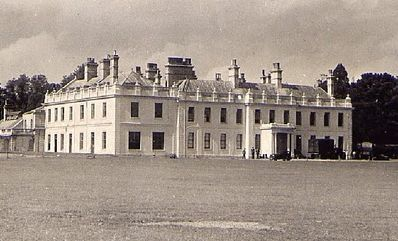
Poltimore House, siège de la famille Bampfylde

Bampfylde est le fils aîné du colonel Hugh Bampfylde (c. 1663-1691) (fils et héritier présomptif de Coplestone Bampfylde (2e baronnet) (c. 1633-1692)) et sa femme Mary Clifford, fille de James Clifford de Ware . Il s'inscrit à Christ Church, Oxford le 26 janvier 1708, à l'âge de 18 ans. Son père meurt d'une chute de cheval en 1691 et en 1692, il succède à son grand-père Coplestone Bampfylde (2e baronnet) (c. 1633–1692) en tant que baronnet. Sa mère l'a protégé dans sa petite enfance contre des poursuites contestant ses droits de propriété.
Aux élections générales de 1710, Bampfylde est élu sans opposition en tant que député d'Exeter. Il est ensuite réélu sans opposition en tant que député du Devon aux élections générales de 1713 . Il est réélu sans opposition aux élections générales de 1715 et vote contre le gouvernement dans toutes les scrutins. Au cours de la Rébellion jacobite de 1715, il est soupçonné de sympathies jacobites et est provisoirement emprisonné. Il est également mentionné dans le septième rapport de l'enquête de la South Sea Company comme ayant accepté 1 000 £ d'actions de la société le 22 mars 1720 sans les payer. Aux élections générales de 1722, il est de nouveau élu sans opposition pour le Devon et siège jusqu'à sa mort en 1727.
En plus d'avoir hérité des vastes domaines de son grand-père dans le Devonshire, dont Poltimore et North Molton, Bampfylde hérite également des domaines de son cousin éloigné Warwick Bampfylde (1623-1695) de Hardington, Somerset (descendant de Peter Bampfylde de Hardington, frère cadet de William I Bampfylde (mort en 1474) ), dont il est exécuteur testamentaire.

## Mariage et enfants

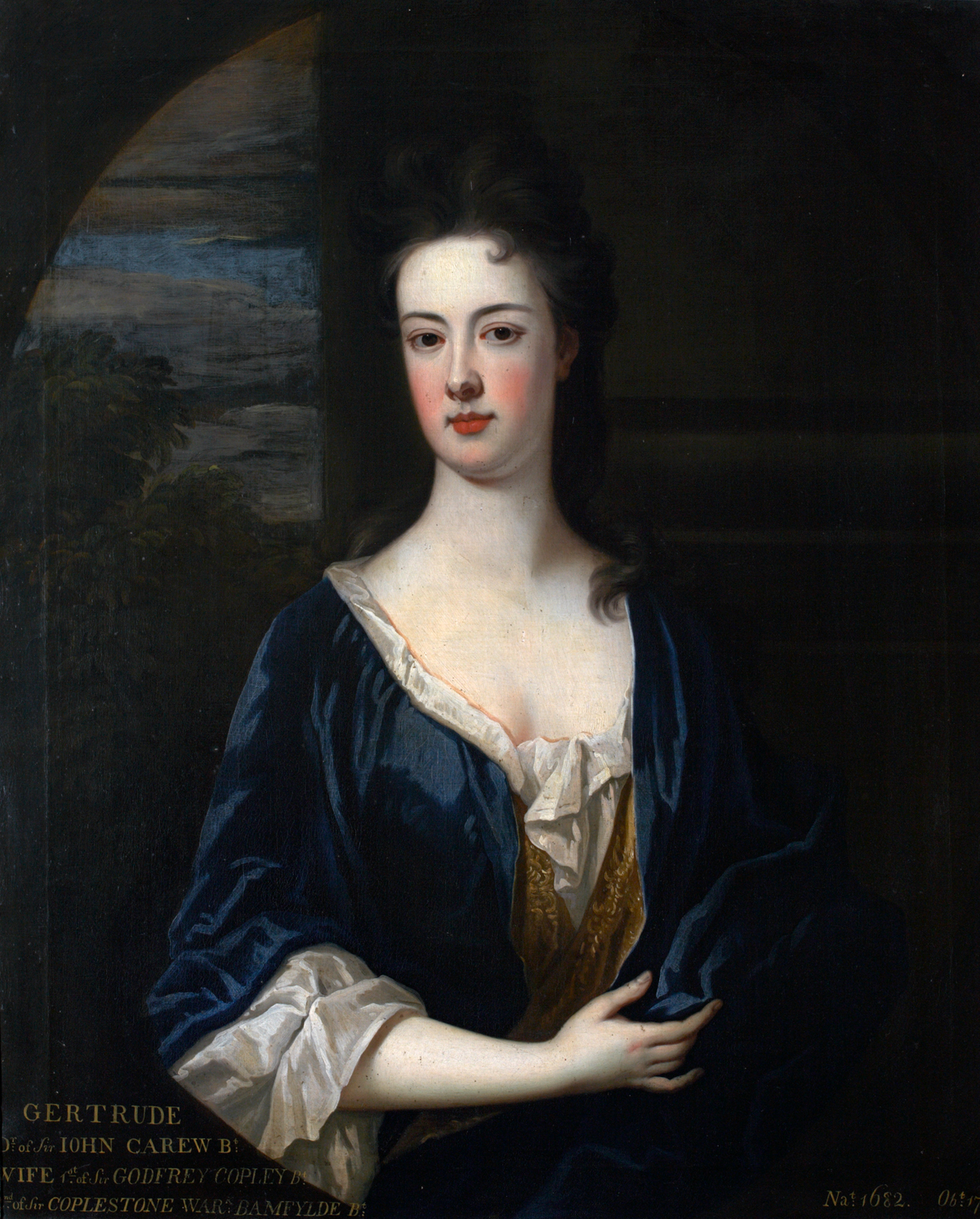
Gertrude Carew (1682-1736), fille de John Carew, 3e baronnet (1635-1692). Portrait par Charles d'Agar, National Trust, collection Antony House

En juin 1716, Bampfylde épouse Gertrude Carew, fille de John Carew (3e baronnet) (mort en 1692). Ils ont deux filles et un fils et héritier Richard Warwick Bampfylde, 4e baronnet (1722-1767).
Bampfylde meurt le 7 octobre 1727 et est enterré à Poltimore une semaine plus tard. Il est remplacé comme baronnet par son fils Richard Bampfylde, 4e baronnet (1722-1767).